# Plebiscyt Przeglądu Sportowego 1949
15. Plebiscyt Przeglądu Sportowego na najlepszego sportowca Polski zorganizowano w 1949 roku.

## Wyniki
1. Zdobysław Stawczyk - lekkoatletyka (49 212 pkt.)
2. Janusz Kasperczak - boks (45 739)
3. Edward Adamczyk - lekkoatletyka (40 074)
4. Alfred Smoczyk - żużel (34 053)
5. Władysław Skonecki - tenis (26 404)
6. Teodor Kocerka - wioślarstwo (21 605)
7. Gerard Cieślik - piłka nożna (14 235)
8. Roger Verey - wioślarstwo (11 112)
9. Tadeusz Parpan - piłka nożna (8751)
10. Franciszek Szymura - boks (6858)